# Sander van Amsterdam
Sander van Amsterdam (Alkmaar, 21 oktober 1988) is een Nederlandse acteur.

## Levensloop
Van Amsterdam was op televisie onder meer te zien in Van Speijk, ZOOP, Flikken Maastricht en StartUp. Hij speelde ook in de jeugdserie Het Huis Anubis als Robbie Lodewijks. Daarvoor speelde de acteur diverse voorstellingen bij het Jongeren Theater Alkmaar. In 2009 was Van Amsterdam te zien in de SBS6-serie De hoofdprijs.
In 2008 maakte hij zijn filmdebuut als de kruimelcrimineel Ronnie in de psychologische thriller Bloedbroeders. Zijn tweede film was Anubis en de wraak van Arghus, waarin hij, net als in de serie, de rol van Robbie Lodewijks speelde. In 2011 speelde hij Rattar, de dienaar van Pantagor in de Efteling-tv-serie De Magische Wereld van Pardoes. Als stemacteur was Van Amsterdam onder meer te horen in de Nickelodeon-serie Sanjay & Craig en Disneys Lab Rats. In 2015 speelde hij in de boekverfilming Publieke Werken van regisseur Joram Lürsen.

## Rollen
- ZOOP (2005) - als het broertje van Aaron
- Van Speijk (2006-2007) - als Nico Iersing
- Het Huis Anubis (2006-2009) - als Robbie Lodewijks-van Swieten
- Bloedbroeders (2008) - als Ronnie
- De hoofdprijs (2009) - als Kevin van Wijk
- Anubis en de wraak van Arghus (2009) - als Robbie Lodewijks-van Swieten
- De Magische Wereld van Pardoes (2011) - als Rattar
- Flikken Maastricht Seizoen 7 (2013); aflevering 5 Copycat - als Kai
- Efteling TV: Het mysterie van... (2013); Aflevering: Klaas Vaak en het instortende zandkasteel - als Kabouter Vlijtekrijt
- Moordvrouw Seizoen 3 (2014); aflevering 3 (Donkere diepte) - als Johan

## Stemrollen
- A Fairly Odd Movie: Grow Up, Timmy Turner! (2011) - als Timmy Turner
- Lab Rats (2012-heden) - als Chase Davenport
- A Fairly Odd Christmas (2012) - als Timmy Turner
- Ultimate Spider-Man (2013-2017) - als Sam Alexander / Nova
- Hotel 13: Rock 'n Roll Highschool (2013) - als een van de overige stemmen
- Far Far Away Idol (2014) - als Ezel
- Disney Infinity (2014-2015) - als Sam Alexander / Nova
- StartUp (2014) - als Thijs van Leeuwen
- A Fairly Odd Summer (2014) - als Timmy Turner
- Publieke Werken (2015) - als Lubber
- Milo Murphy's Wet (2017) - als Milo Murphy
- Cars 3 (2017) - als Chase Racelott
- Guardians of the Galaxy (2017-2018) - als Sam Alexander / Nova
- Jurassic Park: Camp Cretaceous (2020-2022) - als Kenji
- Draken: Reddingsrijders (2019) - als Oscar
- Vuurdraak de Zilverdraak (2021) - als Vuurdraak